# Lullaby and...The Ceaseless Roar
Lullaby and...The Ceaseless Roar es el décimo álbum de estudio del cantante británico de rock Robert Plant, publicado en 2014 por Nonesuch Records. Es la primera producción de estudio grabada con su banda de apoyo Sensational Space Shifters, aunque el nombre del grupo no aparece acreditada en el disco.

## Recepción comercial
Luego de ser puesto a la venta logró muy buenas posiciones en los distintos mercados del mundo. Por ejemplo, llegó hasta el segundo lugar de la lista inglesa UK Albums Chart, ubicación que no obtenía desde su álbum debut Pictures at Eleven de 1982. Mientras que en 2015 el organismo certificador británico le otorgó disco de oro por vender más de 100 000 copias en ese país. Por su parte, en los Estados Unidos alcanzó el puesto 10 de la lista Billboard 200. Para promocionarlo en el mismo año se lanzó digitalmente como sencillo la canción «Rainbow», que no ingresó en ninguna lista mundial.

## Comentarios de la crítica
El disco recibió positivas reseñas de la prensa especializada, ya que posee un puntaje de 81 sobre 100 en la página Metacritic a partir de veinticuatro críticas profesionales. Stephen Thomas Erlewine de AllMusic le dio cuatro y media de cinco estrellas posibles y mencionó: «es posible escuchar el peso de sus años en el disco —en el mejor sentido, música madura, denso en sus ritmos y alusiones, sutil en sus melodías— pero nunca se siente cansado ni trafica con la falsa nostalgia». Will Hermes de Rolling Stone le otorgó tres de cinco estrellas posibles y recalcó: «el desvió de Plant al género americana lo ha convertido en un mejor cantante y más matizado». Por su parte, Holly Gleason de Paste lo consideró como uno de sus mejores trabajos y mencionó de manera retórica: «claves menores, instrumentos exóticos, emociones desgarradoras, confesiones de deseos y fracasos. A través de todo esto, Plant es como una espuma en una ola, pero totalmente incandescente».

## Lista de canciones
| N.º | Título                                                                        | Escritor(es)                                         | Duración |  |
| 1.  | «Little Maggie» (Música tradicional, arreglos por Sensational Space Shifters) | desconocido                                          | 5:06     |  |
| 2.  | «Rainbow»                                                                     | Plant, Addams, Baggott, Fuller, Tyson                | 4:18     |  |
| 3.  | «Pocketful of Golden»                                                         | Plant, Addams, Baggott, Fuller, Tyson, Camara, Smith | 4:12     |  |
| 4.  | «Embrace Another Fall»                                                        | Plant, Adams, Baggott, Fuller, Tyson, Camara, Smith  | 5:52     |  |
| 5.  | «Turn It Up»                                                                  | Plant, Adams, Baggott, Fuller, Tyson, Smith          | 4:06     |  |
| 6.  | «A Stolen Kiss»                                                               | Plant, Adams, Baggott, Fuller, Tyson                 | 5:15     |  |
| 7.  | «Somebody There»                                                              | Plant, Adams, Baggott, Fuller, Tyson, Smith          | 4:32     |  |
| 8.  | «Poor Howard»                                                                 | Plant, Addams, Baggott, Fuller, Tyson, Camara, Smith | 4:13     |  |
| 9.  | «House of Love»                                                               | Plant, Adams, Baggott, Fuller, Tyson, Smith          | 5:07     |  |
| 10. | «Up on the Hollow Hill (Understanding Arthur)»                                | Plant, Adams, Baggott, Fuller, Tyson                 | 4:35     |  |
| 11. | «Arbaden (Maggie's Baby)»                                                     | Plant, Addams, Baggott, Fuller, Tyson, Camara, Smith | 2:44     |  |

## Posicionamiento en listas
| País           | Lista (2014)                     | Posición |
| -------------- | -------------------------------- | -------- |
| Alemania       | Media Control Charts             | 10       |
| Austria        | Ö3 Austria Top 40                | 11       |
| Australia      | ARIA Charts                      | 22       |
| Bélgica        | Ultratop (Valonia)               | 6        |
| Bélgica        | Ultratop (Flandes)               | 15       |
| Canadá         | Canadian Albums Chart            | 6        |
| Dinamarca      | Hitlisten                        | 3        |
| Escocia        | Scottish Albums Chart            | 1        |
| España         | Top 100 Álbumes                  | 30       |
| Estados Unidos | Billboard 200                    | 10       |
| Estados Unidos | Billboard Top Rock Albums        | 4        |
| Finlandia      | Suomen virallinen lista          | 4        |
| Francia        | French Albums Chart              | 6        |
| Hungría        | Top 40 Album                     | 2        |
| Irlanda        | IRMA Charts                      | 1        |
| Italia         | Top 100 Artisti                  | 10       |
| Noruega        | VG-lista                         | 2        |
| Nueva Zelanda  | Official New Zealand Music Chart | 7        |
| Países Bajos   | Dutch Top 100 Album              | 15       |
| Polonia        | Polish Music Charts              | 4        |
| Reino Unido    | Albums Chart Update              | 38       |
| Reino Unido    | Album Downloads Chart            | 8        |
| Reino Unido    | Physical Albums Chart            | 1        |
| Reino Unido    | Record Store Chart               | 2        |
| Reino Unido    | UK Albums Chart                  | 2        |
| Suecia         | Sverigetopplistan                | 6        |
| Suiza          | Schweizer Hitparade              | 6        |

| País           | Lista (2014)              | Posición |
| -------------- | ------------------------- | -------- |
| Bélgica        | Ultratop (Valonia)        | 124      |
| Estados Unidos | Billboard Top Rock Albums | 61       |
| Reino Unido    | UK Albums Chart           | 94       |

## Certificaciones discográficas
| País        | Organismo certificador | Certificación | Ventas certificadas | Ref.  |
| ----------- | ---------------------- | ------------- | ------------------- | ----- |
| Reino Unido | BPI                    | Oro           | 100 000             | [ 6 ] |

## Músicos
| Sensational Space Shifters - Robert Plant: voz - Justin Adams: guitarra, bendir, yembe y coros - Liam Tyson: guitarra, banjo y coros - Billy Fuller: bajo, contrabajo y omnichord - John Baggott: teclados, piano, sintetizador moog y tabla - Juldeh Camara: kologo, goje y coros fulani - Dave Smith: batería | Artistas invitados - Julie Murphy: coros en «Embrace Another Fall» - Nicola Powell: coros en «Poor Howard» |